# Миколаївська церква (Полтава)

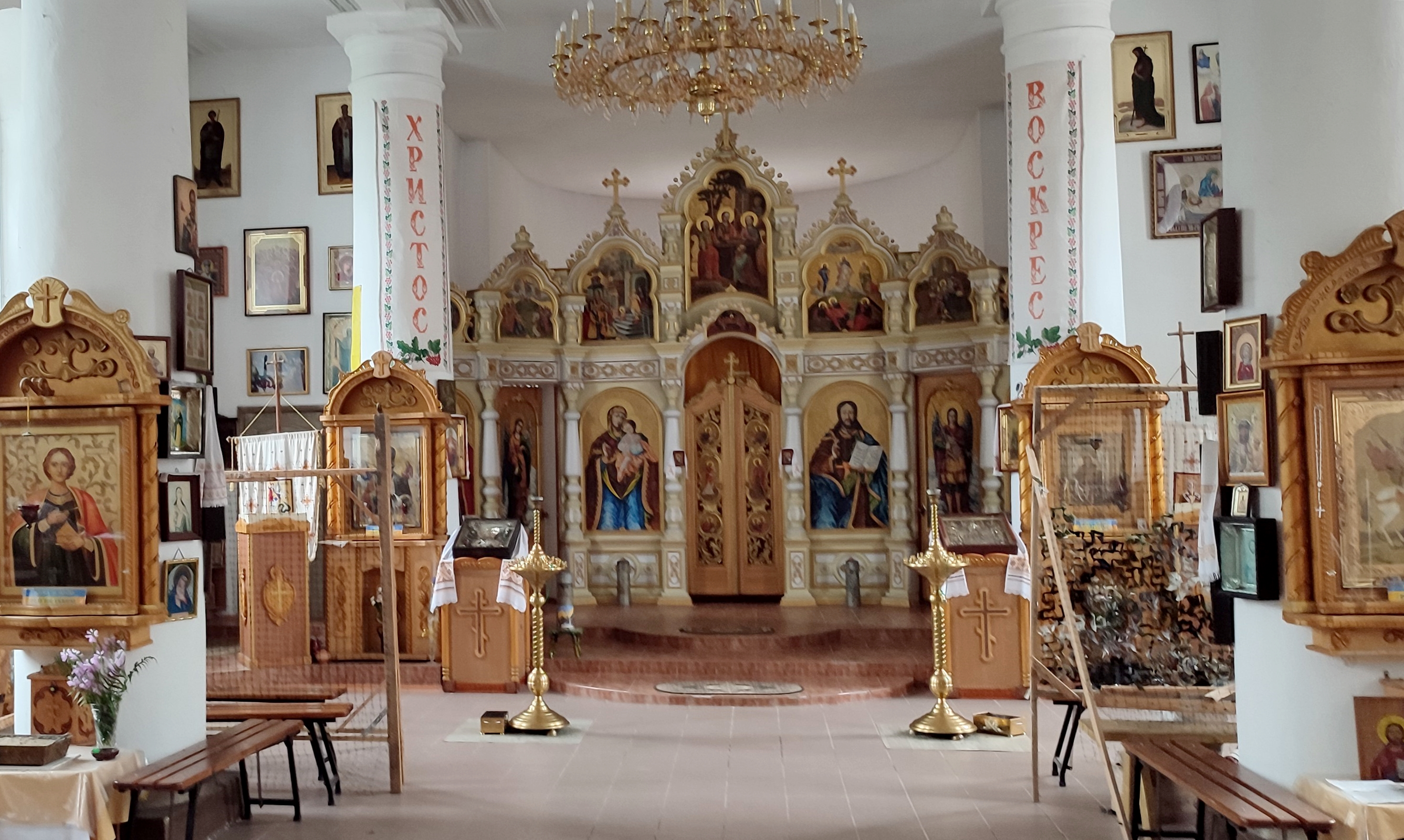
Миколаївська церква

Миколаївська церква, церква Святого Миколая, Свято-Миколаївський храм ПЦУ стародавня церква XVIII століття, з якої почалось будівництво міста Полтава. Належить до УПЦ.

## Історія
Церква святого Миколая була споруджена ще за часів Полтавської фортеці. Про цей храм відомо тільки, що він був дерев'яний, а в 1758 році згорів. Нова церква була освячена у 1774 році. Поруч з храмом стояла кам'яна двоярусна дзвіниця, побудована в 1784 році. У 1855 році з західного боку вирішили побудувати двоповерхову кам'яну прибудову коштом старости — купця Вакуленка. Її назвами на честь великомученика і переможця св. Георгія.
З 1943-го року за часів німецької окупації, храм знову відкрився, а саме + парафія Української автокефальної Церкви. Вона проіснувала до 1953 року. Потім всі церкви позакривали, в тому числі й Миколаївську. У приміщення заселили художньо-промисловий комбінат, і храм перетвориася на велику майстерню для художників. Худпромкомбінат проіснував у цьому приміщенні до 1993 року. За часи незалежності це приміщення повернули Українській православній Церкві Київського патріархату.
Робота верстатів художньо-промислового комбінату не сприяла збереженню цього об'єкту. Ще раніше, бомбардування під час Другої світової війни прискорило руйнування, і те плато, на якому стояла історична церква, зараз практично зруйноване і сповзло до низу Мазурівки — так називали місцевість біля нинішнього Першотравневого провулку.

## Архітектура
На гравюрах Стадлера видно красу церкви.
Загальна пропорційність та червоні лінії малюнків, стриманість українських форм і деталей роблять її справжнім шедевром архітектури.